# Sabres, Landes

Sabres este o comună în departamentul Landes din sud-vestul Franței. În 2009 avea o populație de 1.200 de locuitori.

## Evoluția populației
| An        | 1975  | 1982  | 1990  | 1999  | 2006  | 2009  |
| --------- | ----- | ----- | ----- | ----- | ----- | ----- |
| Populație | 1.105 | 1.058 | 1.096 | 1.107 | 1.189 | 1.200 |